# Сан Ђузепе ле Прата-Котропањо (Фрозиноне)
Сан Ђузепе ле Прата-Котропањо је насеље у Италији у округу Фрозиноне, региону Лацио.
Према процени из 2011. у насељу је живело 1655 становника. Насеље се налази на надморској висини од 239 м.